# Paul Alexis
Antoine Joseph Paul Alexis (16. června 1847 Aix-en-Provence – 28. července 1901 Levallois-Perret) byl francouzský romanopisec, dramatik a novinář.

## Životopis
Paul Alexis se narodil v rodině Jeana Alexise (1815–1890) a Amelie roz. Leydet (1824–1891). Měl sestru Jeanne Desbief (1867–1945).
Navštěvoval Collège Bourbon, kde se poprvé dozvěděl o Émile Zolovi, který byl také absolventem této školy. Na pokyn rodičů studoval práva na univerzitě v Aix-en-Provence, ale toužil po životě spisovatele. Z Aix-en-Provence nakonec odešel v roce 1869 do Paříže, kde se seznámil se Zolou a jeho rodinou. Přispíval články do řady novin, včetně L'Avenir national, La Cloche, Le Corsaire, Le Cri du peuple (pod pseudonymem Trublot), Gil Blas, Le Journal, La Réforme, Le Recueil a Le Voltaire. Napsal romány v naturalistickém stylu a také několik her, z nichž některé byly napsány ve spolupráci s Oscarem Méténierem.
V roce 1875 byl krátce uvězněn kvůli podezření, že je komunard, a hrozilo mu doživotí, ale Zolovi se podařilo využít svého vlivu a dosáhnout jeho propuštění.
Spolu s J.-K. Huysmansem, Henri Céardem, Guy de Maupassantem, Léonem Henniquem a Emile Zolou, tvořil součást skupiny des Méda, která byla zodpovědná za vydání Les Soirées de Médan v roce 1880, sbírky šesti příběhů pojednávajících o prusko-francouzské válce. Alexisovým přínosem byl příběh Après la bataille („Po bitvě“). Guy de Maupassant mu r. 1882 věnoval povídku Un Norman.
Alexis byl velkým obdivovatelem Gustave Flauberta, přítelem Auguste Renoira a dalších malířů. Henri Céard mu říkal „Zolův stín“. Cézanne namaloval jejich portrét s názvem Paul Alexis čte Zolovi. Alexis navštěvoval Café Guerbois, Café des Artistes se Sisleym, Seuratem, Pissarrem, Lautrecem, literární kroužek hraběnky z Noailles s Durantym a André Antoina v Théâtre Libre.
Oženil se s Marií-Louise Virginie Monnier (1865–1900) z Normandie v roce 1883. Poté, co jeho žena zemřela na tyfus[nepřesný odkaz] v roce 1900, propadl alkoholu, oslepl kvůli těžké cukrovce, a nakonec podlehl aneuryzmatu v Levallois-Perret. Jeho hrobka je v Triel-sur-Seine, kde vlastnil venkovský dům. Zůstaly po něm dvě dcery, Paula (1886–1950) a Martha (1892–1981).

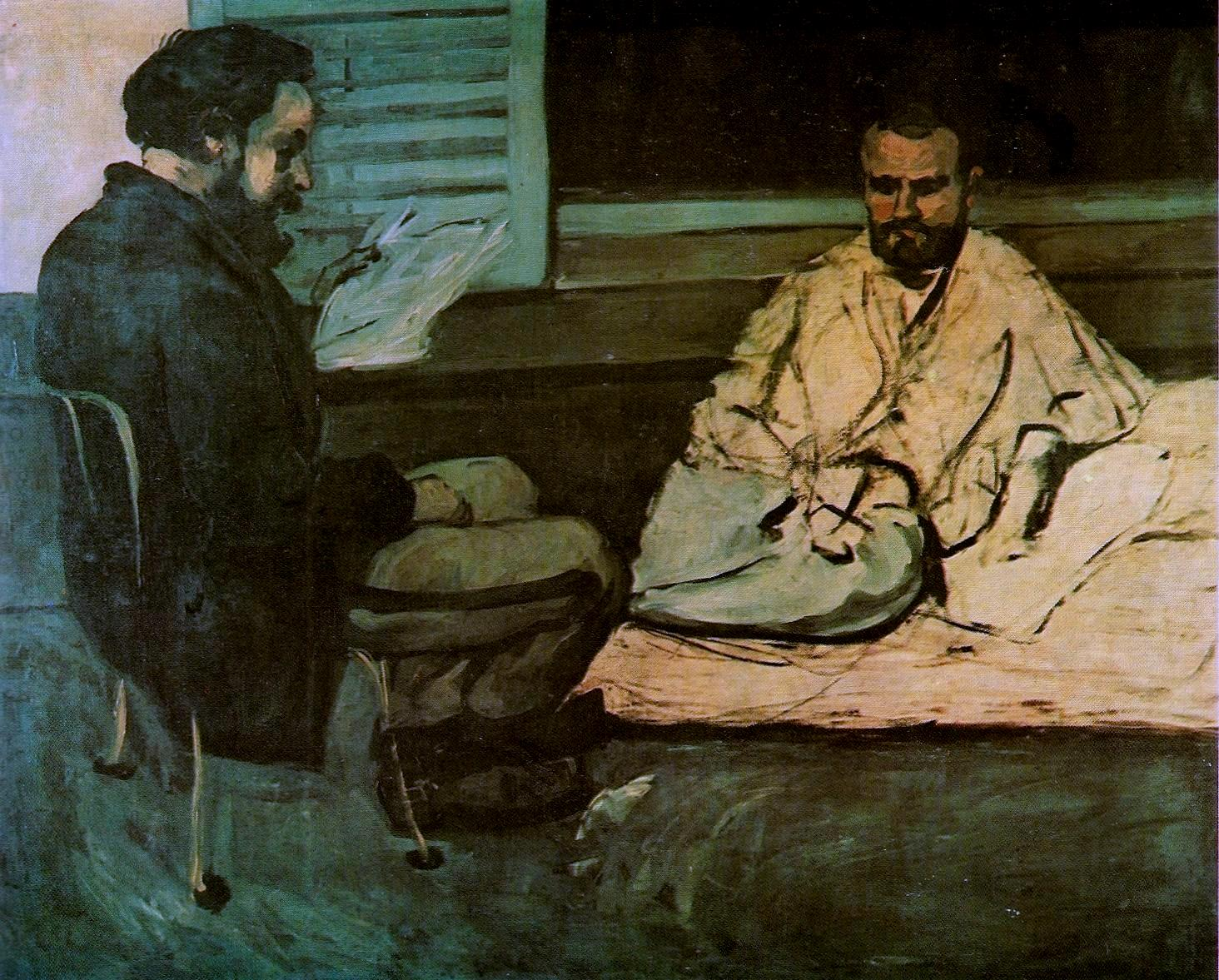
Paul Alexis čte Émile Zolovi (Paul Cézann 1869/1870)

## Dílo

### Romány a povídky
- Après la bataille (as part of Les Soirées de Médan), 1880
- La Fin de Lucie Pellegrin. L'Infortune de M. Fraque. Les Femmes du père Lefèvre. Journal de M. Mure, éditions Gervais Charpentier, Paris, 1880
- Le Collage, éditions Henry Kistemaeckers, Bruxelles, 1883
- Le Besoin d'aimer, éditions Charpentier, Paris, 1885
- Trente romans. Le Cœur. La Chair. L'Esprit, éditions Charpentier, Paris, 1885
- Un amour platonique, édition Librairie des publications, Paris, 1886
- L'Éducation amoureuse, éditions Charpentier, Paris, 1890
- Madame Meuriot, mœurs parisiennes, éditions Charpentier, Paris, 1890
- La Comtesse. Treize symboles. Quelques originaux, 1897
- Vallobra, éditions Charpentier, Paris, 1901

### Divadlo
- Celle qu'on n'épouse pas, comédie en 1 acte, en prose, Paris, Théâtre du Gymnase, 8 septembre 1879
- La Fin de Lucie Pellegrin, pièce en un acte, Paris, Théâtre-Libre, 15 juin 1888
- Les Frères Zemganno, pièce en 3 actes, en prose, d'après Edmond et Jules de Goncourt, avec Oscar Méténier, Paris, Théâtre-Libre, 25 février 1890
- Monsieur Betsy, comédie en 4 actes, en prose, avec Oscar Méténier, Paris, Théâtre des Variétés, 3 mars 1890
- Charles Demailly, pièce en 4 actes, en prose, d'après Edmond et Jules de Goncourt, avec Oscar Méténier, Paris, Théâtre du Gymnase, 19 décembre 1892
- La Provinciale, pièce en trois actes, avec Giuseppe Giacosa, Paris, Théâtre du Vaudeville, 6 octobre 1893

### Vzpomínky a korespondence
- Émile Zola: notes d'un ami (1882)
- B. H. Bakker, "Naturalisme pas mort": lettres inédites de Paul Alexis à Émile Zola, 1871–1900, University of Toronto Press, 1971

### V češtině
- Konec Lucie Pellegrinové – úvod František Sekanina, přeložil Arnošt Procházka; in: 1000 nejkrásnějších novel... č. 85. Praha: J. R. Vilímek, 1915
- Touha – Marcel Prévost; přeložil O. Levin. Zpovědník – Paul Alexis. Po tme – A. P. Čechov. Láska a přátelství – François de Nion. — Praha: I. L. Kober, 1917